# Polytmus milleri
Polytmus milleri là một loài chim trong họ Chim ruồi.